# Google Analytics
Google Analytics är ett gratisverktyg för webbanalys. Tjänsten registrerar vilka webbsidor besökarna använder sig av, lagrar det och presenterar det som statistik för webbplatsens ägare. Tjänsten är mycket vanlig och används av de flesta stora webbplatserna. 

## Historia
Analysverktyget blev en del av Google efter ett uppköp av Urchin Software Corp. i april 2005 . Webbversionen av verktyget släpptes under namnet Google Analytics i november samma år. Urchin fanns dock kvar som en mjukvaruversion för lokal installation och behöll namnet Urchin. Sedan den 28 mars 2012 går det inte längre att köpa Urchin . Det finns flera komponenter i Google Analytics. Bland annat Google Tag manager som spårar aktivitet har sedan 2012 varit en sådan komponent. 

## Extern support
Google erbjuder ingen support för Google Analytics utan användarna är hänvisade till att antingen söka efter svar på Internet eller anlita konsulter.

## Google Analytics Certifiering
För att visa att man kan hantera Google Analytics kan man genomföra ett prov för att få en Google Analytics Individual Qualification-certifiering. Provet består av 70 frågor som man har 90 minuter på sig att besvara. För att bli godkänd behöver man få 80 % rätta svar (56 st). Frågorna behandlar olika delar av Google Analytics-plattformen som en användare behöver ha information om. Innan man gör testet för att bli Google Analytics-certifierad kan man gå igenom instruktionsvideor på Googles hemsida inom vad de kallar för Analytics Academy. I dessa videos gås allt igenom som man behöver för att kunna kvalificera sig i Google Analytics. 